# Lecanora laevis
Lecanora laevis är en lavart som beskrevs av Poelt. Lecanora laevis ingår i släktet Lecanora och familjen Lecanoraceae.   Inga underarter finns listade i Catalogue of Life.